# Arenga undulatifolia
Arenga undulatifolia är en enhjärtbladig växtart som beskrevs av Odoardo Beccari. Arenga undulatifolia ingår i släktet Arenga och familjen Arecaceae. Inga underarter finns listade i Catalogue of Life.

## Bildgalleri

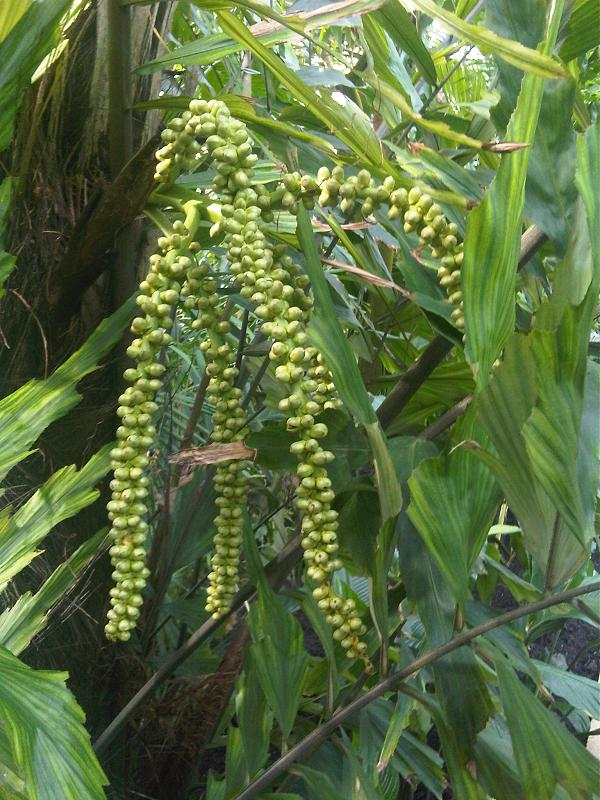
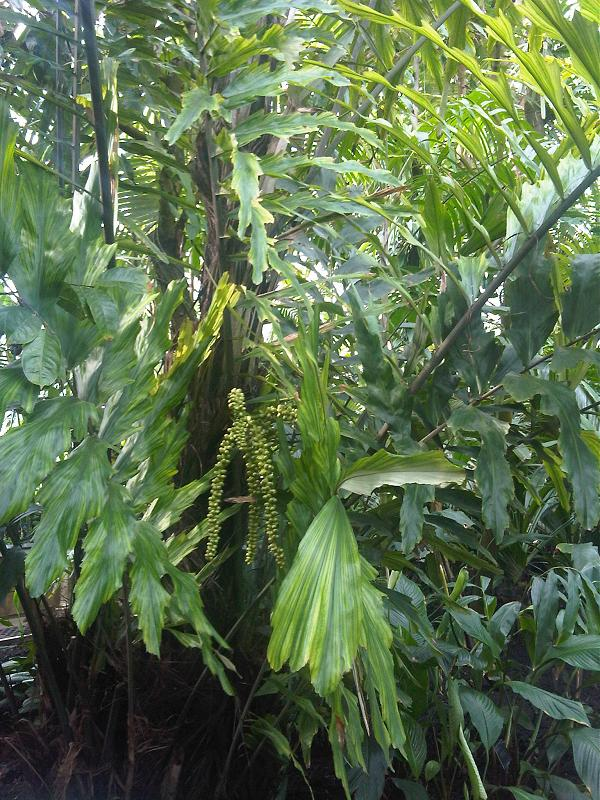
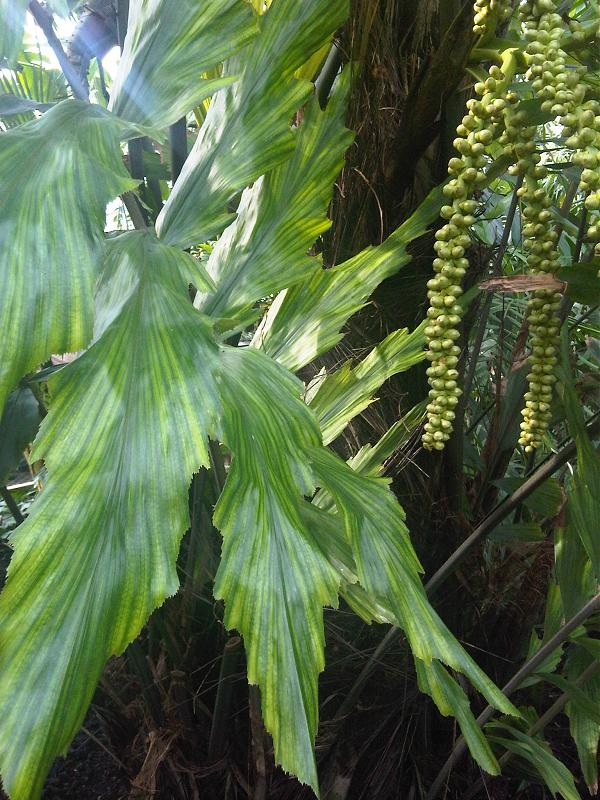